# 小川湯津上バイパス
小川湯津上バイパス（おがわゆづかみバイパス）は栃木県那須郡那珂川町小川から大田原市佐良土にかけての国道294号のバイパスである。
この区間においては、人家が連なり道路線形が屈曲していることから大型車交通の支障となっているとともに、箒川に架かる箒橋は幅員が狭く歩道がないなど緊急輸送道路としての機能が不足していることから、交通の円滑化と安全性の向上が求められている。また、観光シーズンや週末には渋滞が発生し観光周遊ルートに停滞をもたらしている。
このような問題点を解決するために現道の西側にバイパスを整備し、当該区間の安全で円滑な通行を確保するとともに、沿線地域の観光・経済の活性化を図ることを目的とする。

## 路線データ
- 起点：栃木県那須郡那珂川町小川
- 終点：栃木県大田原市佐良土
- 総延長：2.95km
- 幅員：15m（車道幅員：3.25m 2車線 ,歩道幅員：3.5m 両側）
- 総事業費：24億円

## 沿革
- 2000年（平成12年）度：事業化
- 2001年（平成13年）度：用地着手
- 2007年（平成19年）度：工事着手
- 2014年（平成26年）2月16日：大田原市佐良土地内の国道400号交点から終点寄りの現道交点までの区間約1kmが部分開通
- 2017年（平成29年）
  - 2月26日：那珂川町小川から大田原市佐良土地内の国道400号交点までの区間約1.95kmが開通、小川湯津上バイパス全線開通。[1]
  - 9月29日：旧道のうち国道400号以北の部分が国道指定を解除される。[2]

## 橋梁
- 新箒橋（箒川、那珂川町 -大田原市）
  - 延長：179.50m
  - 幅員：14.50m
  - 形式：5径間連続非合成鋼少数鈑桁橋(合成床板)[3]

## 接続する主な道路
- 栃木県道285号福原小川線：現道から当バイパス起点までは国道294号がこの路線と重複することで接続している。
- 国道400号